# جان پارکر (بازیکن واترپلو)
جان پارکر (انگلیسی: John Parker؛ زادهٔ september ۱۳, ۱۹۴۶ (۷۸ سال)) ورزشکار واترپلو اهل ایالات متحده آمریکا است.
وی در مسابقات کشوری و بین‌المللی در مجموع برندهٔ ۱ مدال برنز شده‌است.